# Mestre Adilson
Adilson Alves da Silva (Rio de Janeiro, DF , 30 de maio de 1952) é um médico (CRM-DF 3207) e capoeirista brasileiro conhecido como Mestre Adilson. Nascido em Marechal Hermes, mudou-se para Brasília, DF em 1961.
Formou-se em medicina em 1977 na Universidade de Brasília (UnB) e fez residência em Cirurgia Plástica, de 1978 a 1980.
Ingressou na Capoeira em 1965, através de livros . Posteriormente viu a Capoeira praticada embaixo de um dos dois únicos blocos de apartamento da SQS 209 em Brasília. Conheceu aí os futuros mestres  Cláudio Danadinho Fritz e Tabosa. Este último já era um dos mais ágeis capoeiristas do Brasil, e a amizade entre eles foi marcante em sua formação. Só conheceu o mestre deles, Aldenor(mestre Arraia) muitos anos depois quando retornou ao DF e ensinou para alguns capoeiristas.
Foi convidado pelo Boxer Manoel Boa Morte a dar aula em um Colégio em frente à Academia Júlio Adnet durante o ano de 1988.
Teve oportunidade de ser convidado pelo Mestre Rafael, fundador do antigo Grupo Senzala (RJ), para o último Campeonato Berimbau de Ouro, em 1968, realizado na Feira da Providência à margem da Lagoa Rodrigo de Freitas, no Rio de Janeiro. Neste evento o Mestre Rafael lhe graduou a corda vermelha (Mestre), dizendo:
"A partir do momento que eu o convidei para compor o Grupo, eu o considero mestre, pois só mestres podem representar o Grupo no Berimbau de Ouro."
Neste campeonato, o antigo Grupo Senzala (RJ) sagrou-se tricampeão do Berimbau de Ouro. Nesta época, Adilson tinha 16 anos.
Participou do Campeonato Brasileiro de Capoeira, em 1977, no Clube Botafogono Mourisco, onde foi para a final com o Mestre Acordeon da Bahia, ficando em 2º lugar. Ganhou porém, o troféu de destaque técnico pelo golpe mais rápido e preciso do evento.
Através dos professores César e José Gomes, foi indicado para ministrar aulas no Colégio Elefante Branco, em Brasília, onde permaneceu de 1968 a 1978.
Através da Sra. Maria Duarte, deu segmento aos trabalhos no SESC da 913 Sul, onde permaneceu dando aulas de 1978 a 1988, passando a coordenação para o Prof. Cid José de Sena Cabral.
Em 1990, foi comemorado os 25 anos de Capoeira do Mestre Adilson, no 2o. Batizado, sob coordenação do Prof. Cid e Prof. Marquinhos (Grupo Adilson Capoeira).
Em novembro de 1993, o Mestre Adilson encerrou as atividades do Grupo Adilson Capoeira. Entretanto, não se afastou da Capoeira. Retornou a ministrar aulas em 1995 na Academia Almir Fitness, apenas para um grupo seleto de alunos.
Durante todo o seu trabalho, o Mestre Adilson formou a mestres os Senhores:
Antônio Carlos (AC), Jomar, Roberto (Negão), Marcus Vinicius (Marquinhos).
A estes ex-alunos e amigos, foram considerados Mestre e entregue uma corda vermelha simbólica, pelas mãos do organizador do evento, Rodrigo(Galego), com autorização do Mestre Adilson, foram eles:  Tavinho, Minhoca,Zé Reinaldo, Enio,Luiza, Clodomir, Marcos Borel, Carlito, Carioquinha, Péricles, Cid, Edu Quadra, João Batata e Baiano
Até o final de 2006, Mestre Adilson supervisionou as atividades do Grupo Brasília Capoeira, que estava sob coordenação do Mestre Marquinhos.
Após o falecimento do Mestre Marquinhos, ressurge em fevereiro de 2007 o Grupo Adilson Capoeira.
Em 11 de Outubro de 2015, foi comemorado os 50 anos de Capoeira do Mestre Adilson, no Colégio Elefante Branco, sob coordenação do Contramestre Rodrigo (Galego) Grupo Adilson Capoeira e Mestre Eduardo (Foca) Grupo UCDF.